# Triportheidae
Los tripórtidos (Triportheidae) son una familia de peces de agua dulce pertenecientes al orden Characiformes. Sus especies se distribuyen en ambientes acuáticos en Sudamérica cálida.

## Taxonomía

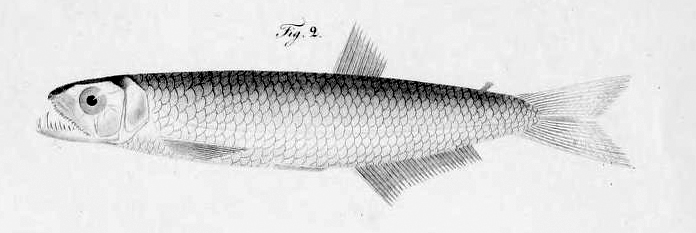
Agoniates.

Descripción original
Esta familia fue descrita, originalmente como subfamilia, en el año 1940 por el zoólogo estadounidense Henry Weed Fowler. 
Historia taxonómica
Fue tradicionalmente incluida en la familia Characidae, hasta que en el año 2011 fue elevada al nivel familia por Claudio Oliveira, Gleisy S. Avelino, Kelly T. Abe, Tatiane C. Mariguela, Ricardo C. Benine, Guillermo Ortí, Richard P. Vari y Ricardo M. Corrêa e Castro, como resultado de un estudio que utilizó el análisis filogenético de secuencias de ADN de 2 genes mitocondriales y 3 nucleares, conformándola con géneros que habían sido relacionados con Bryconidae, Characidae y Gasteropelecidae.

## Subdivisión
Esta familia está integrada por 5 géneros, incluidos en 3 subfamilias:
- Agoniatinae Bleeker, 1859[3]
  - Agoniates J. P. Müller & Troschel, 1845
  - Engraulisoma R. M. C. Castro, 1981
  - Lignobrycon C. H. Eigenmann & G. S. Myers, 1929
- Clupeacharacinae Fowler, 1958
  - Clupeacharax N. E. Pearson, 1924
- Triportheinae Fowler, 1940
  - Triportheus Cope, 1872